# Ртутно-висмутисто-индиевый элемент
Рту́тно-ви́смутисто-и́ндиевый элеме́нт (или элемент системы «окись ртути—индий—висмут») — химический источник тока, обладающий высокой удельной энергоёмкостью по массе и объёму, обладает стабильным напряжением. Анод — сплав висмута с индием, электролит — раствор гидроксида калия, катод — окись ртути с графитом.
Этот элемент считался надёжным источником опорного напряжения и применялся в особо важных случаях — в аппаратуре, где особенно важна надёжность при длительном хранении (5—10 лет) и работа в особо тяжёлых условиях. Например, эти элементы имеют хорошие характеристики при температуре −20 °С, при которой большинство первичных химических источников неработоспособны. Кроме того, обладает плоскими разрядными характеристиками (напряжение не падает по мере разряда).
Не производятся и полностью вытеснены более безопасными химическими источниками тока, так как проблема сбора и, особенно, безопасной утилизации достаточно сложна.

## Характеристики
- Теоретическая энергоёмкость:
  - Удельная энергоёмкость: 77-109 Вт·час/кг
  - Удельная энергоплотность: 201—283 Вт·час/дм3.
- ЭДС: 1,17 вольта
- Рабочая температура: